# Liste der Kreisstraßen in Flensburg
Die Liste der Kreisstraßen in Flensburg ist eine Auflistung der Kreisstraßen in der schleswig-holsteinischen Stadt Flensburg.

## Abkürzungen
- K: Kreisstraße
- L: Landesstraße

## Liste
Straßen und Straßenabschnitte, die unabhängig vom Grund (Herabstufung zu einer Gemeindestraße oder Höherstufung) keine Kreisstraßen mehr sind, werden kursiv dargestellt. Der Straßenverlauf wird in der Regel von Nord nach Süd und von West nach Ost angegeben.
| Nr.  | Verlauf |
| ---- | --- |
| K 2  | L 249 – Osterallee – K 14 – Osterallee – |
| K 4  | K 10 – Sonderburger Straße – Alter Kupfermühlenweg – Am Katharinenhof – – Am Katharinenhof – L 16 – Lornsendamm – – Waldstraße – K 23 – Waldstraße – K 9                                         |
| K 5  | K 27 – Alter Husumer Weg – Stadtgrenze – (K 85 im Kreis Schleswig-Flensburg) |
| K 6  | L 249 – Ziegeleistraße – Kielseng – Ballastbrücke – K 20 – Hafendamm – K 28 |
| K 8  | L 249 – Bahnhofstraße – Mühlendamm – Munketoft – – Hochfelder Landstraße – K 22 K 30 – Kanzleistraße – Munketoft – Peelwatt – K 31                                                               |
| K 9  | K 29 – Duburger Straße – K 4 – Duburger Straße – K 15 – Knuthstraße – K 17 – Knuthstraße – Selckstraße – K 16 – Mühlenstraße – Marienallee – /L 249                                              |
| K 10 | (K 81 im Kreis Schleswig-Flensburg) – Stadtgrenze – Apenrader Chaussee – K 12 – Mads-Clausen-Straße – Apenrader Straße – K 4 – Apenrader Straße – Werftstraße – K 29                             |
| K 11 | L 249 – Schleswiger Straße – K 31 – Schleswiger Straße – K 26 – Schleswiger Straße – Stadtgrenze – (K 133 im Kreis Schleswig-Flensburg)                                                          |
| K 12 | – Mads-Clausen-Straße – K 10 |
| K 13 | L 23 – Hummelroi – Stadtgrenze – (K 90 im Kreis Schleswig-Flensburg) |
| K 14 | L 249 – Friedheim – K 2 – Schottweg – – Merkurstraße – Trögelsbyer Weg – Richard-Wagner-Straße – L 21                                                                                            |
| K 15 | K 9 – Duburger Straße – K 17 – Duburger Straße – Marienhölzungsweg – K 23 – Nerongsallee – Westerallee – – Lilienthalstraße – K 27                                                               |
| K 16 | K 9 – Stuhrsallee – Schützenkuhle – L 249 |
| K 17 | K 15 – Burgplatz – K 9 – Toosbüystraße – Neue Straße – K 29 |
| K 18 | L 249 – Adelbyer Kirchenweg – K 14 – Richard-Wagner-Straße – L 21 – Ringstraße – L 23 |
| K 19 | – Lilienthalstraße – K 27 |
| K 20 | K 6 – Am Lautrupsbach – L 249 |
| K 21 | K 9 – Friesische Straße – K 16 – Friesische Straße – Südermarkt – Angelburger Straße – K 28 – Angelburger Straße – Hafermarkt – L 249 – Glücksburger Straße – Engelsbyer Straße – Mozartstraße – |
| K 22 | L 21 – Tastruper Weg – K 8 – Tastruper Weg – Stadtgrenze – (K 91 im Kreis Schleswig-Flensburg)                                                                                                   |
| K 23 | K 29 – Eckenerstraße – K 4 – Flurstraße – Marienhölzungsweg – K 15 |
| K 24 | (K 116 im Kreis Schleswig-Flensburg) – Stadtgrenze – Lecker Chaussee – /L 17 |
| K 25 | L 249 – Husumer Straße – K 31 – Husumer Straße – / – Husumer Straße – K 27 – Husumer Straße – Stadtgrenze – (K 126 im Kreis Schleswig-Flensburg)                                                 |
| K 26 | K 11 – Osttangente – |
| K 27 | L 17 – Ochsenweg – K 15 – Ochsenweg – K 5 – Ochsenweg – K 25 – Ochsenweg – Stadtgrenze – (K 134 im Kreis Schleswig-Flensburg)                                                                    |
| K 28 | L 249 – Süderhofenden – K 29 – Hafendamm – K 6 – Nordstraße – |
| K 29 | L 16 – Harrisleer Straße – K 23 – Harrisleer Straße – Gasstraße – K 10 – Werftstraße – K 9 – Schiffbrücke – K 17 – Schiffbrücke – Norderhofenden – K 28                                          |
| K 30 | L 249 – Hafermarkt – Kappelner Straße – Adelbylund – /L 21 |
| K 31 | K 25 – Zur Bleiche – K 11 – Eckernförder Landstraße – /L 23 |